# Kymera
Kymera war eine deutsche Hard-Rock-Band.

## Geschichte
1984 gründeten die beiden Brüder Bruno und Oscar Di Blasio (Di Blasio Bros) zusammen mit Bernd und Stefan Lüddemann (ehemalige Musiker der Teeny-Band Hot Legs) in Karlsruhe die Band „Dragon“. Vervollständigt wurde das Quartett mit dem Sänger Andi Deris (Helloween, ex-Pink Cream 69). Nach einigen Konzerten im süddeutschen Raum ging die Band in Edo Zankis Studio in Karlsdorf und unmittelbar danach ins Arco Studio, nach München um erste Aufnahmen mit dem Produzenten Anthony Monn aufzunehmen.
Im Einzelnen wurden folgende Songs aufgenommen: I Was Made to Be with You, Call me up, Woman, I Hear the Angels Singing, Ballad of Glory und Rock Your Body Down. Einige Drum-Parts wurden von Bodo Schopf (ex-Michael Schenker Group) eingespielt. 1986 stießen Bassist Daniel De Niro und Schlagzeuger Ralf Maurer alias „Ralph Mason“ zur Band.
Kurz darauf ging Kymera ins Katapult-Soundstudio in Karlsruhe und nahm neue Songs auf: Hello U.S.A., Hot Looking Romeo, Send Me a Letter und neu arrangierte Versionen von I Was Made to Be With You, Call Me Up und Woman. Kymera unterzeichneten beim Verlag Francis, Day & Hunter in Hamburg einen Vertrag und ersetzten Ralf Maurer durch Kosta Zafiriou (Pink Cream 69). In einem Mainzer Studio wurden Shadows Are Falling, Lonely Would Be Loving You und eine neue Version von Ballad of Glory eingespielt. Nach zahlreichen Konzerten in ganz Deutschland verließen Anfang 1987 Andi Deris und Kosta Zafiriou Kymera und gründeten Pink Cream 69.
Mit dem neuen Sänger Michael Moretto und Schlagzeuger André Simon wurde 1988 die Debüt-EP Animality aufgenommen und 1989 veröffentlicht.
Kurz vor Start der „Animality Tour“ verstarb Schlagzeuger André Simon und wurde von Dominik Hülshorst (ex-Bonfire) ersetzt. Im Februar 1990 spielte Kymera das letzte Mal live im Music-Club „Garage“ in Rastatt, zusammen mit Pink Cream 69.

## Diskografie
- 1986–1987: Kymera Tape (Francis, Day & Hunter)
- 1989: Animality (EP, Rockwerk Records LC 8248)

## Rezensionen
Auszüge einiger Rezensionen:
- "..Power melodic Metallers with a helium fired vocalist...." (Derek Oliver, KERRANG)[1]
- "...among insiders KYMERA is the secret No.1 of the German commercial rock scene...." (Götz Kühnemund, METAL HAMMER)
- "Die Gitarrenarbeit der DiBlasio-Brüder Oscar und Bruno gehört mit Sicherheit zum Besten, was die deutsche Szene zu bieten hat.....(Thomas Kupfer, ROCK HARD)[2]
- "..extrem melodiöser Hardrock...." (Alex Gernandt, BRAVO)